# Kers Wee
Kers Wee – elektryczny trójkołowy mikrosamochód produkowany pod brazylijską marką Kers od 2022 roku.

## Historia i opis modelu
Po procesie konstrukcyjnym trwającym ok. 10 lat, brazylijskie przedsiębiorstwo Kers z południowego stanu Parana w listopadzie 2021 roku przedstawiło rezultat swoich prac w postaci niewielkiego, trójkołowego samochodu elektrycznego o nazwie Kers Wee. To pierwszy elektryczny samochód miejski rodem z Brazylii od czasu nieudanego projektu Gurgel Itaipu z lat 70. XX wieku. Samochód uzyskał sylwetkę popularną na początku XXI wieku wśród amerykańskich manufaktur, ze zwężanym ku tyłowi nadwoziu zwieńczonym jednym kołem oraz dwoma miejscami dla pasażerów.
Dwudzwiowy samochód zdobi szeroki przedni wlot powierza, a także agresywnie ukształtowane reflektory tworzone przez czarne obudowy z umieszczonymi w nich soczewkami. Za konstrukcję samochodu zbudowanego z myślą o poruszaniu się po brazylijskich miastach odpowiedzialny był inżynier i projektant stojący za ideą projektu, Carlos Motta.

### Sprzedaż
Początek produkcji modelu Kers Wee wyznaczony został na połowę 2022 roku, za zakłady wytwarzające obierając zakład w brazylijskim mieście Maringá. Wielkość produkcji ma wynosić rocznie 10 tysięcy sztuk zgodnie z mocami produkcyjnymi fabryki, z kolei rynkiem zbytu ma zostać lokalny rynek brazylijski. Kers chce zostać firmą sprzedającą najtańszy samochód elektryczny w tym południowoamerykańskim kraju, celując w dotychczas najtańszy w Brazylii chiński samochód JAC e-JS1.

### Dane techniczne
Kers Wee to samochód w pełni elektryczny, który napędzany jest silnikiem o mocy 32 KM pozwalającym na maksymalne rozwinięcie prędkości elektronicznie ograniczonej do 100 km/h. Umieszczone w bagażniku akumulatory pozwalają na uzyskanie maksymalnego zasięgu na jednym ładowaniu w postaci 200 kilometrów, z kolei uzupełnienie stanu akumulatorów do 100% zajmuje 8 godzin. Masa pojazdu wynosi ok. 600 kilogramów.